# Андања (Империја)
Андања је насеље у Италији у округу Империја, региону Лигурија.
Према процени из 2011. у насељу је живело 99 становника. Насеље се налази на надморској висини од 713 м.